# Entre amics
Entre amics (títol original en francès, Entre amis) és una pel·lícula francesa dirigida per Olivier Baroux, estrenada el 22 d'abril de 2015. S'ha doblat al català central i al valencià.
Algunes escenes es van rodar als estudis de la Cité du cinéma de Luc Besson a Saint-Denis.

## Repartiment
- Daniel Auteuil: Richard
- Gérard Jugnot: Gilles
- François Berléand: Philippe
- Zabou Breitman: Astrid
- Isabelle Gélinas: Carole
- Mélanie Doutey: Daphné
- Jean-Philippe Ricci: Batistou
- Justine Bruneau de La Salle: Cathalina